# Армстронг, Джо (программист)
Джо Армстронг (англ. Joseph Leslie Armstrong; 27 декабря 1950 — 20 апреля 2019) известен как создатель языка программирования Erlang.

## Биография
Родился в Борнмуте, в Англии в 1950 году.
В 17 лет Армстронг начал программировать на Фортране в местном городском совете.
В 1972 году получил степень бакалавра по физике в Университетском колледже Лондона.
Получил степень Ph.D. по Computer Science в 2003 году в Королевском технологическом институте в Стокгольме. Тема его диссертации была «Создание надежных распределенных систем при наличии программных ошибок». С 2014 года и до самой смерти работал профессором в Королевском технологическом институте.